# Pierre-Joseph Olbrechts
Pierre-Joseph Olbrechts, né le 7 août 1744 à Nederheembeek et mort le 15 octobre 1815 à Bruxelles est un négociant épicier et un homme politique. Il est issu des Lignages de Bruxelles. D'abord président de l'Administration municipale de la commune et canton de Bruxelles en l'an VI, il est ensuite élu député du département de la Dyle au Conseil des Anciens le 24 prairial an VII. Favorable au coup d'État du 18 brumaire, il est nommé par le Sénat au Corps législatif et y siège jusqu'à la chute de l'Empire, en 1814.